# Alfred von Tirpitz
Alfred Peter Friedrich von Tirpitz (Küstrin, 19 marzo 1849 – Ebenhausen, 6 marzo 1930) è stato un ammiraglio tedesco, segretario di stato per il Ministero della Marina imperiale, la potente branca amministrativa della Kaiserliche Marine, dal 1897 al 1916.
Nacque a Küstrin, nel Brandeburgo, figlio di un funzionario statale, crebbe a Francoforte sull'Oder. Entrò nella Marina prussiana nel 1865, frequentando l'Accademia navale di Kiel e diplomandosi nel 1869. Alla costituzione della flotta tedesca nel 1871 egli era assegnato ad una squadriglia di torpediniere. Nel 1877 divenne il comandante dell'Arma delle torpediniere, che egli riorganizzò nell'Ispettorato torpediniere. Nel 1911 fu insignito della grancroce dell'Ordine Reale di Santo Stefano d'Ungheria.

## La carriera
Col grado di capitano, Tirpitz divenne capo di stato maggiore della Marina nel 1892 e fu promosso contrammiraglio nel 1895. Tra il 1896 ed il 1897 comandò la squadra navale tedesca per l'Asia orientale e supervisionò l'acquisizione di Kiautschou come base navale tedesca. Nello stesso anno divenne segretario di stato del Reichsmarineamt - il Ministero della Marina imperiale. Energico sostenitore del potenziamento della flotta, attirò l'attenzione e il sostegno del Kaiser. Nel 1900 entrò nella nobiltà ed il cognome nobilitato in von Tirpitz. Progettò di ottenere lo status di potenza mondiale per la Germania attraverso la forza navale, mentre al contempo le disposizioni interne erano comunemente definite come piano Tirpitz. Politicamente, il piano Tirpitz fu segnato dalle leggi navali degli anni 1889, 1900, 1908 e 1912. Nel 1914, esse avevano dato alla Germania la seconda forza navale al mondo per dimensioni (ma ancora inferiore del 40% alla Royal Navy). Essa includeva sette moderne corazzate, cinque incrociatori da battaglia, venticinque incrociatori e venti corazzate di vecchia concezione, oltre a più di quaranta sommergibili. Pur includendo alcuni obiettivi di difficile realizzazione, il programma di espansione fu sufficiente a mettere in allarme la Gran Bretagna, iniziando una costosa corsa al riarmo navale e spingendo l'Inghilterra a più stretti legami con la Francia.

## La teoria del rischio
Tirpitz sviluppò una teoria del rischio (un'analisi che oggigiorno può essere considerata parte della teoria dei giochi) secondo la quale, se la flotta tedesca avesse raggiunto un certo livello di forza nel confronto con quella britannica, gli inglesi avrebbero cercato di evitare il confronto con l'Impero tedesco, secondo il concetto di mantenimento in fleet in being. Se le due flotte si fossero scontrate, la marina tedesca avrebbe inflitto abbastanza danno a quella britannica da farle correre il rischio di perdere il proprio primato navale. Poiché gli inglesi contavano sulla loro flotta per mantenere il controllo sull'Impero britannico, Tirpitz immaginò che essi avrebbero preferito mantenere la loro supremazia navale per salvaguardare il loro impero, lasciando la Germania divenire una potenza mondiale, piuttosto che pagare il prezzo di perdere l'impero, pur di impedire il potenziamento tedesco. Questa teoria fu la scintilla della corsa agli armamenti tra Germania e Gran Bretagna nel primo decennio del XX secolo.

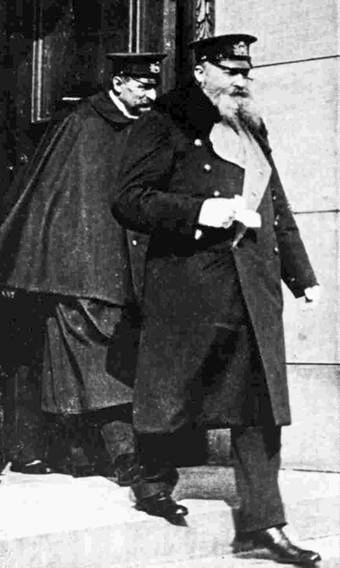
Alfred von Tirpitz, 1915

Ad ogni modo, questa teoria si basò sull'assunto che la Gran Bretagna avrebbe inviato la propria flotta nel Mare del Nord per bloccare i porti tedeschi (e l'embargo alla Germania fu l'unico modo in cui la Royal Navy poté seriamente danneggiare la Germania), dove la Kaiserliche Marine avrebbe potuto costringerla allo scontro. Ma per la posizione geografica della Germania, la Gran Bretagna poteva imporre il blocco alla Germania bloccando l'ingresso al Mare del Nord nella Manica e nell'area tra Bergen e le isole Shetland. Di fronte a questa possibilità un ammiraglio tedesco commentò che «se i britannici faranno ciò, il ruolo della nostra marina sarà un ruolo triste», correttamente predicendo il ruolo che la flotta di superficie avrebbe avuto durante la prima guerra mondiale.

## A capo dellaReichsmarine
Tirpitz divenne grand'ammiraglio nel 1911. Nonostante il programma di nuove costruzioni sentì che la guerra era giunta troppo presto per un confronto vittorioso con la Royal Navy, giacché la legge navale del 1900 aveva previsto un arco temporale di diciassette anni per il pieno sviluppo. Incapace di influenzare le operazioni navali dalla sua posizione puramente amministrativa, Tirpitz divenne il portavoce della guerra sottomarina indiscriminata per mezzo degli U-Boote, che egli immaginava avrebbe potuto spezzare la morsa britannica sulle linee di comunicazione marittima della Germania. Curiosamente, la sua politica di costruzioni navali non confermò mai la sua posizione politica a proposito dei sommergibili e nel 1917 vi fu una grave penuria di nuovi mezzi. Quando le restrizioni sulla guerra sottomarina non furono abbandonate egli cadde in disgrazia presso l'imperatore e fu costretto a rassegnare le dimissioni il 15 marzo 1916. Fu sostituito come segretario di Stato della Marina Imperiale da Eduard von Capelle.

## Carriera politica
Nel 1917 Tirpitz divenne capo dell'effimero Partito Tedesco della Patria (Deutsche Vaterlandspartei), che cercò di promuovere il supporto popolare nello sforzo di vincere la guerra. Dopo la sconfitta della Germania sostenne la destra con il Partito Popolare Nazionale Tedesco (Deutschnationale Volkspartei) e sedette nel Reichstag dal 1924 al 1928.
Si spense nel 1930 e dopo la morte, nel 1939 in suo onore fu dato il nome alla corazzata Tirpitz.
Massone, fu membro della loggia "Zum Aufrichtigen Herzen" di Francoforte sull'Oder. Oggi riposa nel Cimitero forestale di Monaco di Baviera.